# 哈罗德·巴克
哈罗德·巴克（英語：Harold Barker，1886年4月12日—1937年8月29日），英国男子赛艇运动员。他曾代表英国参加1908年夏季奥林匹克运动会赛艇比赛，获得男子四人单桨无舵手银牌。